# Pisonia costata
Espèce
Classification phylogénétique
Le Pisonia costata est une espèce d'arbre endémique des Mascareignes et appartenant à la famille des Nyctaginaceae. À l'île Maurice, on appelle cette espèce mapou, comme le Pisonia grandis.
C'est une espèce pouvant atteindre douze mètres de haut. Ses feuilles de deux à dix centimètres sont opposées ou verticillées à l'extrémité des branches. La face inférieure des jeunes feuilles est rouge marron pubescente.